# Starożytny Bliski Wschód

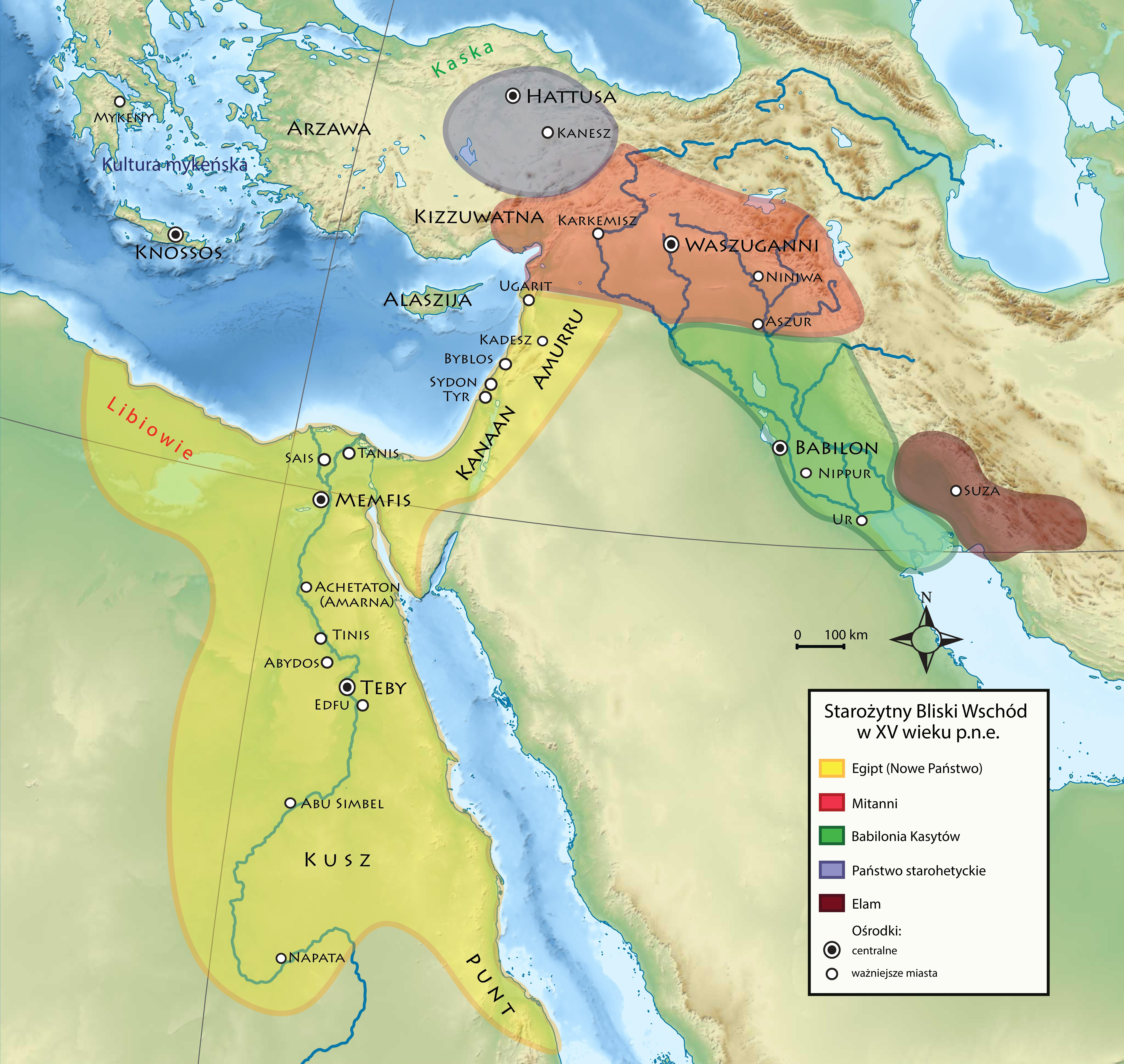
Ważniejsze państwa i krainy starożytnego Bliskiego Wschodu

Starożytny Bliski Wschód – zespół cywilizacji starożytnych, skupionych przede wszystkim wokół obszaru Mezopotamii i często (choć mylnie) do niego ograniczany; zakres procesów historycznych na terenie Bliskiego Wschodu w przedziale czasowym od prahistorii do nastania wpływów cywilizacji antycznej. Terytorium to uznawane jest często za kolebkę ludzkiej cywilizacji. 
Terytorium Starożytnego Bliskiego Wschodu obejmuje starożytny Egipt, obszary wzdłuż Morza Śródziemnego aż do Morza Czarnego wraz z Syrią i Palestyną, tereny nad Zatoką Perską: Mezopotamię północną (Asyrię) i południową (Babilonię) oraz ziemie aż do Kaukazu i Indusu. Część historyków do Starożytnego Bliskiego Wschodu zalicza także kultury: minojską i mykeńską, czyli dzieje Grecji do najazdu Ludów Morza. 
Pierwszą znaną cywilizację Starożytnego Bliskiego Wschodu stworzyli Sumerowie na terenie Mezopotamii. W kolejnych wiekach nastąpił rozwój pierwszych państw terytorialnych Imperium Akadyjskiego i Egiptu. W 2 tysiącleciu p.n.e. powstały kolejne semickie państwa: Babilonia i Asyria, które przetrwały w swojej historii okres stary, średni i nowy. Ok. połowy 2 tysiąclecia rozwinęły się państwa indoeuropejskich Hetytów i Hurytów. Kres Starożytnego Bliskiego Wschodu w pierwszym tysiącleciu p.n.e. wyznaczały kolejno: upadek Asyrii pod wpływem Babilonii i Medii, upadek Medii, Babilonii i Egiptu pod wpływem Persji oraz podbój Persji przez Aleksandra Wielkiego.
Termin „starożytny Bliski Wschód” jest tworem historiograficznym, tj. ukutym na użytek nauki historycznej oraz dydaktyki historii, i nie był znany współczesnym ludziom.